# Meteoritenfall Schäftlarn (1722)
Koordinaten: 47° 58′ 43″ N, 11° 28′ 0″ O
Der Meteoritenfall Schäftlarn am 5. Juni 1722 ist die Bezeichnung für ein Impaktereignis in Deutschland.

## Fallbericht von Pater Karl Meichelbeck
Pater Karl Meichelbeck, einer der bedeutendsten Mönche des Stiftes Benediktbeuern, hielt die Ereignisse jenes Tages in der Historia Frisingensis auf Latein fest. Meichelbeck erstellte dieses Werk in den Jahren von 1724 bis 1729 im Auftrag des damaligen Fürstbischofs von Freising, Johann Franz Freiherr von Eckher. Es befasst sich hauptsächlich mit der Geschichte der Diözese Freising und befindet sich im Erzbistum München und Freising. Auf den Seiten 468 unten und 469 oben kann der Eventus mirabilis prope Schefftlariam nachgelesen werden:

„Nahe dem berühmten Kloster Schäftlarn erschien am 5. Juni etwa um ½ 4 Uhr nachmitags bei sonst überall heiterem Himmel plötzlich in der Luft eine kleine und, wie von weitem geschätzt werden konnte, nicht über fünf Fuß lange Wolke, völlig durchscheinend, die sich zuerst von Norden nach Süden in schnellem Lauf bewegte: später jedoch zu der Stelle des Himmels gelangt, wo die Sonne im Süden steht, stehen blieb: wo sie zwei bis dreimal sich im Kreis gedreht ein gewaltiges Krachen von sich gab, wie es von größeren ehernen Geschützen, die abgeschossen wurden, gewöhnlich zu hören ist. Diesem Krachen sind 10 bis 12 kleinere tiefe Töne, wie sie Händeklatschen erzeugen, gefolgt. Schließlich sind 3 Geräusche gehört worden, so wie dicht gedrängt stehende Soldaten ihre Lanzen entweder gegen die Feinde oder zur Begrüßung erklingen lassen. Während dieses andauernden Donnergetöses fielen aus der Wolke wiederholt Steine, dunkle Farbe von sich gebend, nicht geradlinig, sondern schräg, als ob sie von einem gewaltigen Sturmwirbel angetrieben wurden. Sie waren in der Form alle ähnlich, außer dass die einen größer als die anderen waren, drei bei allgemeiner Abwägung fast im Gewicht sich gleichender Viertelpfünder, wie wir mit den Augen erblickt haben. Nach jenem wunderbaren Ereignis sah man aus einer Wolke bläulichen Rauch in der Höhe aufsteigen. Es gab keinen der Betrachter, der jene ungewöhnliche Auswirkung erklären konnte, so hat derselbe Sachverhalt die Überlegungen anderer Menschen, zu denen später die Kunde gelangte, wie auch die Überlegungen der gelehrtesten Männer verwirrt. Unterdessen ist keinem Menschen, auch selbst nicht Feldern oder Bäumen irgendein Schaden zugefügt worden. (übersetzt aus dem Lateinischen).“

Leider existieren keine weiteren Berichte über den Fall und auch der Meteorit selbst ist nicht mehr auffindbar.